# Dalkarlsbo
Dalkarlsbo är en by i Utomälven, Hedesunda socken, Gävle kommun. Den finns omnämnd i ett kungabrev från kung  Karl IX år 1607. I kungabrevet, som är daterat 23 mars 1607, fick "Lars Persson i Hedsn" rätten att "optaga ett ödeshemman i Hedesunda socken Dalkarsbo benämt". Lars Persson etablerade byn Dalkarlsbo och gården som sedermera fick namnet Per Nirs.
Förbi byn Dalkarlsbo rinner Somfarån från Sevallbo och västerut mot Dalälven vid Södra Färjsundet. År 1424 kallades ån för Sunfara ane.